# 산타 클로스 3: 산타의 탈출
《산타 클로스3: 산타의 탈출》(영어: The Santa Clause 3: The Escape Clause)은 미국에서 제작된 마이클 렘벡 감독의 2006년 가족 판타지 코미디 영화이다. 산타클로스 영화 시리즈 세 번째 작품이자 《산타클로스 2》(2002)의 속편이다. 팀 앨런 등이 출연하였고, 로버트 F. 뉴마이어(보비 뉴마이어 명의) 등이 제작에 참여하였다.

## 출연진
- 팀 앨런
- 마틴 쇼트
- 엘리자베스 미첼
- 저지 라인홀드
- 웬디 크루슨
- 릴리아나 무미
- 앨런 아킨
- 앤마그릿
- 스펜서 브레슬린
- 에릭 로이드
- 아이샤 타일러
- 피터 보일
- 마이클 돈
- 제이 토머스
- 케빈 폴랙
- 아트 러플루어
- 애비게일 브레슬린

## 기타 제작진
- 배역: 조애나 콜버트
- 미술: 리처드 J. 홀랜드
- 의상: 잉그리드 페린

## 같이 보기
- 크리스마스 영화 목록